# Associação de Atletismo da Oceania
A Associação de Atletismo da Oceania – AAO (em inglês Oceania Athletics Association), é a entidade que organiza o atletismo na Oceania. Foi fundada em 21 de agosto de 1969, estando sediada na cidade de Gold Coast, na Austrália. Está filiada na IAAF. 

## História
A Associação de Atletismo da Oceania foi fundada como Organização Atlética Amadora da Oceania em 21 de agosto de 1969, durante um "Congresso dos delegados dos Países Membros da Área Australásia" realizado em Porto Moresby, então território da Papua-Nova Guiné, na época do 3º Jogos do Pacífico Sul. O nome foi alterado para o atual em fevereiro de 2007. 

## Presidentes
O atual presidente da associação, Geoff Gardner (Ilha Norfolk), foi eleito primeiramente no Conselho da AAO, realizado em Gold Coast, na Austrália, em fevereiro de 2007.  E reeleito em 4 de fevereiro de 2011 no Conselho da OAA, realizado em Tweed Heads, Nova Gales do Sul, Austrália. 
| Presidente        | Nacionalidade    | Período   |
| ----------------- | ---------------- | --------- |
| Arthur Hodsdon    | Austrália        | 1969-1978 |
| Lee Morrison      | Austrália        | 1978-1985 |
| Clive Lee         | Austrália        | 1985-1991 |
| Peter Anderson    | Papua-Nova Guiné | 1991-1995 |
| Viliame S Tunidau | Fiji             | 1995-1999 |
| Anne Tierney      | Ilhas Cook       | 1999-2007 |
| Geoff Gardner     | Ilha Norfolk     | 2007-     |

## Federações afiliadas
| Nacionalidade                     | Organização                                         |
| Região oeste                      | Região oeste                                        |
| --------------------------------- | --------------------------------------------------- |
| Austrália                         | Athletics Australia                                 |
| Guam                              | Guam Track and Field Association                    |
| Kiribati                          | Kiribati Athletics Association                      |
| Ilhas Marshall                    | Marshall Islands Athletics                          |
| Estados Federados da Micronésia   | Federated States of Micronesia Athletic Association |
| Nauru                             | Athletics Nauru                                     |
| Marianas Setentrionais            | Northern Marianas Athletics                         |
| Palau                             | Palau Track and Field Association                   |
| Papua-Nova Guiné                  | Athletics Papua New Guinea                          |
| Ilhas Salomão                     | Athletic Solomons                                   |
| Vanuatu                           | Vanuatu Athletics Federation                        |
| Região leste                      |                                                     |
| Samoa Americana                   | American Samoa Track & Field Association            |
| Ilhas Cook                        | Athletics Cook Islands Inc.                         |
| Fiji                              | Athletics Fiji                                      |
| Polinésia Francesa                | Fédération d'athlétisme de Polynésie française      |
| Nova Caledônia (Membro associado) | Ligue de la Nouvelle-Calédonie d'athlétisme         |
| Nova Zelândia                     | Athletics New Zealand                               |
| Niue (Membro associado)           | Niue Athletics Association                          |
| Ilha Norfolk                      | Athletics Norfolk Island                            |
| Samoa                             | Athletics Samoa                                     |
| Tonga                             | Tonga Athletic Association                          |
| Tuvalu                            | Tuvalu Athletics Association                        |

### Associações de membros associados
Uma modificação do Artigo 4.2 da constituição da IAAF estabeleceu novas regras que limitam sua associação como segue: "O órgão nacional de atletismo em qualquer país ou território deve ser elegível para associação. Os membros que representaram territórios em 31 de dezembro de 2005 continuarão a ser membros. Nenhum novo território será admitido à associação." 
Como consequência, a AAO fez emendas constitucionais ao artigo 2.5,  que introduz um associado, para permitir que territórios como Nova Caledônia, Wallis e Futuna e Niue participem oficialmente "das atividades da AAO, incluindo competições regionais". Isso também se aplica a Tokelau, onde o primeiro evento de atletismo ocorreu recentemente. 
Em 2008, a Nova Caledônia tornou-se o primeiro Membro Associado, Niue foi o segundo em 2009. 

## Competições
- Campeonato da Oceania de Atletismo
- Campeonato da Oceania Sub-20 de Atletismo
- Campeonato da Oceania Sub-18 de Atletismo
- Campeonato da Oceania de Eventos Combinados
- Campeonato da Oceania de Corta-Mato
- Campeonato da Oceania de Maratona e Meia Maratona
- Campeonato da Oceania de Marcha Atlética

Além disso, são realizados os seguintes campeonatos regionais:
- Campeonato da Melanésia
- Campeonato da Micronésia
- Campeonato da Polinésia